# 国沢道雄
国沢 道雄（くにざわ みちお、1960年7月26日 - ）は、高知県土佐市出身の元プロ野球選手（投手）。

## 来歴・人物
伊野商業高から、1978年のプロ野球ドラフト会議で日本ハムファイターズから4位指名を受け入団。
しかし、制球難から一軍登板のないまま1982年限りで現役を引退した。
引退後は、日本ハムの打撃投手を2年間務めた後、高知県に戻り伊野町の町議員となった。

## 詳細情報

### 年度別投手成績
- 一軍公式戦出場なし

### 背番号
- 45 （1979年 - 1982年）
- 65 （1983年 - 1984年）